# Hygrophila spiciformis
Hygrophila spiciformis är en akantusväxtart som beskrevs av Gustav Lindau. Hygrophila spiciformis ingår i släktet Hygrophila och familjen akantusväxter. Inga underarter finns listade i Catalogue of Life.